# یواس‌اس میزوری (اس‌اس‌ان-۷۸۰)
یواس‌اس میزوری (اس‌اس‌ان-۷۸۰) (به انگلیسی: USS Missouri (SSN-780)) یک زیردریایی است که طول آن 377 feet (114.9 meters) می‌باشد. این زیردریایی در سال ۲۰۰۹ ساخته شد.